# César Soto Grado
César Soto Grado (Logroño, 17 juni 1980) is een Spaans voetbalscheidsrechter. Hij is in dienst van FIFA en UEFA sinds 2022. Ook leidt hij sinds 2019 wedstrijden in de Primera División.
Op 19 augustus 2019 leidde Soto Grado zijn eerste wedstrijd in de Spaanse nationale competitie. Tijdens het duel tussen Deportivo Alavés en Levante (1–0) trok de leidsman driemaal de gele kaart. Zijn eerste interland floot hij op 25 maart 2022, toen Malta met 1–0 won van Azerbeidzjan in een vriendschappelijke wedstrijd. Jurgen Degabriele tekende voor het enige doelpunt. Tijdens dit duel gaf Soto Grado twee gele kaarten, aan de Azerbeidzjanen Qara Qarayev en Dima Nazarov.
In januari 2022 werd Soto Grado aangesteld als scheidsrechter voor de finale van de Supercopa de España tussen Athletic Bilbao en Real Madrid.

## Interlands
| Datum            | Plaats                    | Wedstrijd            | Uitslag | Competitie        | Kreeg geel | Kreeg voor de tweede keer geel en dus rood | Weggestuurd |
| ---------------- | ------------------------- | -------------------- | ------- | ----------------- | ---------- | ------------------------------------------ | ----------- |
| 25 maart 2022    | Attard, Malta             | Malta – Azerbeidzjan | 1 – 0   | Vriendschappelijk | 2          | 0                                          | 0           |
| 28 maart 2022    | Andorra la Vella, Andorra | Andorra – Grenada    | 1 – 0   | Vriendschappelijk | 6          | 1                                          | 0           |
| 16 november 2022 | Girona, Spanje            | Mexico – Zweden      | 1 – 2   | Vriendschappelijk | 1          | 0                                          | 0           |

Laatst bijgewerkt op 17 november 2022.